# Хвостов, Сергей Алексеевич
Серге́й Алексе́евич Хвосто́в (1855, Орловская губерния — 1906, Санкт-Петербург) — российский государственный деятель, пензенский губернатор (1903—1906), действительный статский советник (1904). Брат Александра и дядя Алексея Хвостовых (министров внутренних дел).

## Биография

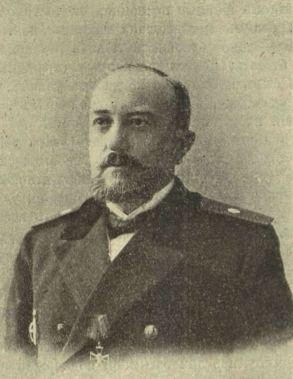
С. А. Хвостов

Родился 9 (21) июня 1855 года в Шаталовке, Елецкого уезда, Орловской губернии. Происходил из дворянского рода Хвостовых; его отец Алексей Николаевич Хвостов, камергер его величества, член Орловского комитета дворянства по подготовке крестьянской реформы 1861 года, мировой посредник в Елецком уезде. Братья Николай, Александр и Алексей стали видными общественными и государственными деятелями. Племянник Сергея Алексеевича Сергей Сергеевич Бехтеев — поэт-монархист, участник Белогвардейского движения.
Окончил московскую частную гимназию Поливанова и юридический факультет Московского университета (1879). После отбытия воинской повинности в Сумском гусарском полку в 1880 году был избран Орловским губернским земством членом Елецкого уездного присутствия по крестьянским делам. В 1883 году избран почётным мировым судьёй Елецкого округа Орловской губернии и участковым земским начальником. Избирался уездным, а затем губернским земским гласным.
В период с 1884 по 1892 годы неоднократно исполнял обязанности Елецкого уездного предводителя дворянства. С 2 декабря 1894 г. по 5 декабря 1900 г. был председателем Орловской губернской земской управы.
С 1901 года — владимирский вице-губернатор. Особое внимание уделял народному образованию и местным историческим памятникам. В качестве председателя губернской архивной комиссии многое сделал для реставрации старинных церквей и для издания старинных летописей.
В 1903 году Сергей Алексеевич Хвостов был переведён в Пензу исполняющим должность начальника губернии. Здесь ему довелось принимать проезжавшего через Пензу в 1904 году императора Николая II. 12 декабря 1904 года Сергей Алексеевич был утверждён в должности губернатора. На время его руководства губернией пришлись серьёзные социальные потрясения, мешавшие нормальной административной деятельности. С его именем связаны решительные меры по восстановлению в 1905—1906 годах правопорядка в губернии.
В 1906 году Хвостов был введён в совет министерства внутренних дел. Погиб 12 (25) августа 1906 года при взрыве на Аптекарском острове, когда эсерами-максималистами была взорвана дача П. А. Столыпина. Похоронен в селе Воронец Орловской губернии Елецкого уезда.

## Награды
- Орден Святой Анны 2-й степени,
- Орден Святого Владимира 4-й степени,
- Орден Святого Станислава 2-й степени.

## Семья

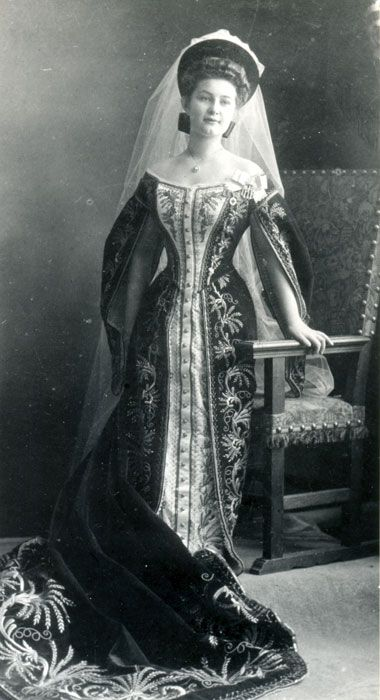
Екатерина Хвостова

Жена (с 1884) — Анна Ивановна Унковская (19.11.1866—20.01.1938), дочь ярославского губернатора И. С. Унковского. После смерти мужа жила с детьми в Москве у своей матери, начальницы Елизаветинского института благородных девиц, а в 1910 году сменила её на этом посту. После революции заведовала детским домом в Сергиевом Посаде. В сентябре 1922 году с сыном Дмитрием уехала за границу, жила в Висбадене, но в конце 1923 года вернулась в Россию и приняла постриг под именем Анастасия (осталась монахиней в миру). В 1925 году была в первый раз арестована, содержалась Бутырской тюрьме. После освобождения выслана в Вологду. В 1937 году была опять арестована и расстреляна. В браке имела детей:
- Николай (1886—1920), окончил Александровский лицей, сочинял стихи, умер от тифа в Полтавской губернии.
- Екатерина (1888—после 1938), фрейлина двора, в Первую мировую войну — шеф столичного госпиталя. После Октябрьской революции приняла постриг как схимонахиня Иннокентия[3], арестована 24 июля 1938 года, дальнейшая судьба не установлена.
- Иван (1889—1955)[4][5], окончил Александровский лицей, эмигрировал в Германию.
- Сергей (1891—после 1920), эмигрировал в Германию.
- Варвара (1897—1920), умерла от тифа Сергиевом Посаде.
- Алексей (1900—1919), погиб в Крыму.
- Александр (1902—1920), погиб в Крыму.
- Димитрий (1905—1987), протоиерей, настоятель храма-памятника Иова Многострадального в Брюсселе[6].